# Одерады (Олыкская поселковая община)
Одерады (укр. Одеради) — село в Олыкской поселковой общине Луцкого района Волынской области Украины.
До 2020 года входило в Киверцовский район.
Код КОАТУУ — 0721885402. Население по переписи 2001 года составляет 356 человек. Почтовый индекс — 45253. Телефонный код — 3365. Занимает площадь 1,625 км².